# 메피스토 상
메피스토 상(メフィスト賞)은 고단샤의 소설 잡지 《메피스토(メフィスト)》에서 주관하는 문학상이다. 신인상의 일종으로 기존에 발표되지 않은 작품을 대상으로 한다.
응모 기간이 따로 정해져 있지 않고, 매수의 상한이 없으며, 《메피스토》의 편집자가 원고의 교정부터 수상작 결정까지 전부 도맡는다는 점이 다른 공모 문학상과의 차이점이다. '궁극의 엔터테인먼트'를 캐치프레이즈로 삼고 작품을 모집하고 있어 기존의 추리 소설이나 SF소설과는 사뭇 다른 양상의 개성적인 작품이 응모된다.
상을 만들게 된 유래에 관해서는 모리 히로시를 충격적으로 데뷔시키기 위해 만들었다는 설이 있는가 하면, 작가가 신인 문학상 등에 응모하지 않고 직접 출판사에 원고를 보내 출판을 성사시키는, 이른바 ‘반입(일본어: 持ち込み原稿)’을 신인 문학상으로 제도화하였다 하여 이를 반입을 통해 데뷔한 교고쿠 나쓰히코의 영향으로 보고 교고쿠를 ‘제0회 메피스토 상 수상자’라고 일컫기도 한다.
상금이 주어지지는 않지만, 작가는 당선작을 출판하여 인세를 받는다. 당선작은 주로 고단샤 신서판 소설로 출판되지만, 간혹 하드 커버로 출판되는 등의 예외도 있다.
젊은 작가들의 작품도 종종 당선되는데, 가장 젊은 나이에 메피스토 상을 수상한 작가는 제5회 메피스토 상 수상자 우라가 가즈히로(일본어: 浦賀和宏)로, 수상 당시 19세였다. 또 21회 수상자 사토 유야, 23회 수상자 니시오 이신, 34회 수상자 오카자키 하야토(일본어: 岡崎隼人) 등 20세에 수상한 작가들도 있다(사토 유야는 작품을 썼을 때는 19세였다).

## 대한민국에 출간된 수상작
- 제1회 - 모리 히로시, 《모든 것이 F가 된다(すべてがFになる, 1996)》

윤덕주 번역, 한즈미디어. 2005년 6월. 460쪽, ISBN 8990785871
- 제13회 - 슈노 마사유키, 《가위남(ハサミ男, 1999)》

김수현 번역, 노블마인. 2007년 8월. 456쪽, ISBN 9788901069555
- 제19회 - 마이조 오타로, 《연기, 흙, 혹은 먹이(煙か土か食い物 Smoke, Soil or Sacrifices, 2001)》

조은경 번역, 학산문화사. 2006년 12월. 398쪽, ISBN 8952982398
- 제21회 - 사토 유야, 《플리커 스타일 - 카가미 키미히코에게 어울리는 살인(フリッカー式　鏡公彦にうってつけの殺人, 2001)》

주진언 번역, 학산문화사. 2006년 8월. 405쪽, ISBN 8952982401
- 제23회 - 니시오 이신, 《잘린 머리 사이클 - 청색 서번트와 헛소리꾼(クビキリサイクル 青色サヴァンと戯言使い, 2002)》

현정수 번역, 학산문화사. 2006년 10월. 489쪽, ISBN 895298238X
- 제24회 - 키타야마 타케쿠니, 《클락성 살인사건(クロック城殺人事件, 2002)》

김해용 번역, 북홀릭. 2010년 4월. 401쪽, ISBN 9788925811482
- 제31회 - 쓰지무라 미즈키,《차가운 학교에 시간은 멈춘다(冷たい校舎の時は止まる, 2004)》

1. 318쪽, ISBN 899002837X
2. 370쪽, ISBN 8990028388
3. 379쪽, ISBN 8990028396

이윤정 번역, 손안의책(사철나무). 2006년 4월. 전 3권.
- 제32회 - 마리 유키코, 《고충증(孤虫症, 2005)》

박재현 번역, 박하. 2016년 4월. 392쪽, ISBN 9788965703266
- 제33회 - 모리야마 다케시, 《누가 호랑이 꼬리를 밟았나(黙過の代償, 2005)》

정태원 번역, 영림카디널. 2005년 12월. 512쪽, ISBN 9788984011021

## 같이 보기
- 에도가와 란포상